# Khlong Luang (huyện)
Khlong Luang (tiếng Thái: คลองหลวง) là một huyện (amphoe) ở tỉnh Pathum Thani, miền trung Thái Lan.

## Lịch sử
Ban đầu, khu vực này thuộc huyện Bang Wai thuộc Mueang Thanyaburi. Trong thời kỳ Ayutthaya, khu vực này là rừng đất thấp. Năm 1767, khi vương quốc Ayutthaya bị quân đội Miến Điện phá hủy, những người sống sót đã đến đây.
Khi cộng đồng đông đúc hơn, người ta đã mở mang khu vực canh tác đến gần Thung Luang (nay là huyện Thanyaburi). Vua Rama V đã ra lệnh đào kênh Khlong Rangsit phục vụ nông nghiệp ở Thung Luang và Bang Wai. Khi con kênh hoàn thành, chính quyền đã đổi tên huyện thành Khlong Luang để nhớ ơn vua Rama V.

## Địa lý
Các huyện giáp ranh (từ phía bắc theo chiều kim đồng hồ) là Bang Pa-in và Wang Noi của tỉnh Ayutthaya, Nong Suea, Thanyaburi, Mueang Pathum Thani và Sam Khok của tỉnh Pathumn Thani.

## Hành chính
Huyện này được chia thành 7 phó huyện (tambon), các đơn vị này lại được chia ra thành 106 làng (muban). Tên tiếng Thái của tambon đơn giản là Kênh đào 1 đến Kênh đào 7. Có 2 thị xã (thesaban mueang) - Khlong Luang và Tha Khlong đều nằm trên một phần của tambon Klong Nueng và Khlong Song. 5 tambon còn lại thuộc quản lý của Tổ chức hành chính tambon.
| STT | Tên          | Thai    | Số làng |  |
| --- | ------------ | ------- | ------- |  |
| 1.  | Khlong Nueng | คลองหนึ่ง | 20      |  |
| 2.  | Khlong Song  | คลองสอง | 15      |  |
| 3.  | Khlong Sam   | คลองสาม | 16      |  |
| 4.  | Khlong Si    | คลองสี่   | 16      |  |
| 5.  | Khlong Ha    | คลองห้า  | 16      |  |
| 6.  | Khlong Hok   | คลองหก  | 14      |  |
| 7.  | Khlong Chet  | คลองเจ็ด | 9       |  |